# L'anomalia
L'anomalia (The Anomaly) è un romanzo di fantascienza del 1971 dello scrittore statunitense Jerry Sohl.
Il romanzo fu pubblicato in italiano a partire dal 1973.

## Trama
Un'astronave passa nei pressi della Terra lanciando milioni di spore nell'aria. Una di queste trova un caldo rifugio.
Nancy Bradford, che a seguito di un aborto ha subito un'isterectomia, si sveglia nel cuore della notte.
Dopo poco tempo annuncia al marito Lyle di essere incinta, di un maschio.
I medici non possono far altro che diagnosticare una gravidanza isterica e suggerire di traslocare in un ambiente più tranquillo. I coniugi si spostano in montagna, ma la situazione non migliora e, un giorno, Nancy partorisce, anche se il medico che la visita subito dopo diagnostica un aborto spontaneo vero e proprio, seppure il marito gli racconti dell'isterectomia.
Nancy invece annuncia di avere un bel bimbo, che solo lei però riesce a vedere. Si rende conto che c'è qualcosa di strano in questo, ma lo affronta come una semplice anomalia rispetto ai parti normali. Si fa comunque ricoverare in una clinica psichiatrica, dove il bimbo, invisibile a tutti, cresce, si sviluppa e mangia. Da tutti Nancy viene ritenuta una tranquilla pazza che riesce a ingannare tutti consumando abiti per bambini, scarpe, cibo in più. Lyle non sa più cosa fare.
Una fotografia di quello che dovrebbe essere il bambino, presa di nascosto, mostra solo un grappolo d'uva gigante. Nancy invece continua a vederci il figlio.
Il marito nasconde allora la foto all'interno di un libro sulla natura e Nancy riesce a capire che è Gilgri, il figlio, ad averle alterato la mente.
Gilgri le spiega di essere un alieno e di essersi impiantato nel suo corpo. La considera comunque come la vera madre. Mostratosi al padre, che finalmente comprende gli atteggiamenti di Nancy, poco prima della ripartenza verso il suo mondo d'origine, fa dono di un nuovo utero alla madre, e i due coniugi avranno un bambino in ricordo di Gilgri.

## Edizioni
- Jerry Sohl, The Anomaly, 1971.

- Jerry Sohl, L'anomalia, copertina di Karel Thole, collana I romanzi di Urania n° 609, Arnoldo Mondadori Editore, 1973.

- Jerry Sohl, L'anomalia, traduzione di Maria Benedetta De Castiglione, copertina di Oscar Chichoni, collana Classici Urania n° 151, Arnoldo Mondadori Editore, 1989,  p. 175.